# Gloria Bosch Mir
Gloria Bosch (Gerona, 1955) es una investigadora, comisaria y crítica de arte contemporáneo española. Desde la museología integra el diálogo entre las colecciones permanentes históricas y las obras de los creadores actuales, sin establecer líneas generacionales o de representatividad, sin diferenciar los lenguajes artísticos y las disciplinas, con un discurso que plantea preguntas a la obra de arte, reflexiones transversales y participativas, abriendo el museo en el exterior y los diferentes colectivos sociales. especializada en coleccionismo y directora de arte de la Fundación Vila Casas.

## Desarrollo profesional
Bosch, es licenciada en Historia del Arte por la Universidad Autónoma de Barcelona en 1979. 
Es cofundadora y fue directora de arte entre 1986 y 1990 de Espais. Centro de Arte Contemporáneo de Gerona. Directora, junto a Carme Ortiz, de la publicación "Papers d'Art"; coordinadora entre 1887 y 1893 de las actividades culturales de la Fundación Caixa de Barcelona, denominada posteriormente Fundación La Caixa; directora artística de la Galeria Salvador Riera en Barcelona entre los años 1990 y 1994; directora del Museo de Arte de Gerona entre 1995 y 2001, secretaria y ponente del Consejo de Esculturas del Ayuntamiento de Barcelona entre 2001 y 2004. Participa en diversos comités organizativos como el Saló de Tardor del Ayuntamiento de Barcelona en 1985 y la 10a Biennal Martínez Guerricabeitia «Contra natura» de la Universidad de Valencia en 2010, entre otros.
Dedicada al arte del siglo XX y la relación con otras disciplinas, como la literatura, la música, el teatro y el cine, entre 1985 y 1986 compartía proyectos con la Fundación La Caixa como «Nits» (Barcelona, 1985) y «Girona i l’Onyar» (Gerona, 1986) con el compositor Jep Nuix.
Desde la museología integra el diálogo entre las colecciones permanentes históricas y las obras de los creadores actuales, sin establecer líneas generacionales o de representatividad, sin diferenciar los lenguajes artísticos y las disciplinas, con un discurso que plantea preguntas a la obra de arte, reflexiones transversales y participativas, abriendo el museo en el exterior y los diferentes colectivos sociales.
Ha impartido clases de arte contemporáneo y museología para másteres sobre procesos expositivos y arquitectura efímera en la Universidad Politécnica de Cataluña. Su actividad trasciende fuera de España, en Brasil dentro del Festival de Arte de la Ciudad de Porto Alegre, ha impartido cursos interdisciplinarios relacionados con el comisariado de exposiciones como «El carrer desert» o «Qui sóc jo?».

## Comisariado de exposiciones
Como curadora de exposiciones, ha trabajado el arte contemporáneo con la recuperación de autores históricos, como Georges Kars, Olga Shacharoff & Otro Lloyd, André Masson & Georges Bataille, José María de Sucre, Joan Ponç, Carlos Mensa, Bartomeu Massot, Mela Muter, Raymond Lefebvre, Torres Monsó, J. Subirà-Puig, Amèlia Riera, Ramon Rogent, Àngel Ferrant, Bigas Luna y Joaquim Llucià. Una recuperación compartida varias veces con Susanna Portell, en los libros y exposiciones: «L’ombra del temps» (1998) y «Què en sabeu d’en Faixó i d’en Llucià» (2011), o temas de intercambio cultural, catalán e internacional como «Berlín, Londres, París, Tossa… La tranquillitat perduda» (2007), con la recuperación de múltiples autores (unas 300 voces) como Nancy Johnstone, con la documentación y las cartas de la editorial Faber & Faber, la primera estancia en Tossa (1934-39) y sus dos primeros libros que, unos años después, resumidos por Miquel Berga, se convertirían en la publicación de Tusquets Editores "Un hotel en la costa" (2011).
Al margen de las exposiciones interdisciplinarias del Museo de Arte de Gerona «Cegueras» (1997), «Historias del corazón» (1998), «Una habitación propia» (1999), «¿Quién soy yo?» (1999), «¿Me escribirás una carta? " (2000) o « Listas de espera » (2003) con Susanna Portell en la Fundación Vila Casas, un proyecto abierto que establecia diálogos entre arte y sanidad. Desde sus inicios ha integrado siempre aspectos relacionados con la sociedad, la literatura, la música,etc, como «Tokonomas » con Joan Hosta; «Proyectar el museo» o el proyecto «Relecturas» que consistía en la recuperación de una antigua cárcel del Museo de Arte de Gerona para trabajar a través de otras miradas externas al mundo del arte. Son fruto de este interés las exposiciones temáticas realizadas en el Centro de Arte Contemporáneo Espais, entre los años 1987 y 1990; las de Caja de Barcelona, como «Prudenci Bertrana y su época» en 1989, «Joan Badia: la mirada de la ciudad» en 1993; las de la Fundación La Caixa, como «Las ciudades invisibles» en 1994 o el ciclo itinerante «La lectura como migración de imágenes» en los años 1998-1999 y, entre otras muchas propuestas, «Scenario di transito» en la Fortaleza de Basso en Florencia en el año 1991, « El cuerpo maltratado» con Ricard Huerta o « Konstruktion / Destruktion» en 1988 y 2006 con Admetlla y Torres Monsó.
Actualmente trabaja en un proyecto de recuperación de voces creativas a través de su propio archivo en Les Bernardes, un centro cultural que depende de la Diputacion de Gerona. Entre las actividades, "Voces de compañía", iniciada el 2022 con Margarita Andreu, Isabel Banal, Assumpcio Mateu, Jo Milne, Natividad Navalon, Carme Sanglas i Tura Sanglas. De manera regular en "El confesionario de Gloria Bosch", han pasado diversos autores como Amelia Riera, Anna Manel.la, Paco Torres Monso, etc.

## Publicaciones
Como documentalista, colabora con editoriales (Salvat, MRB o Enciclopedia Catalana); iniciativas de carácter histórico como «Sota la Boira» en 1999, «60's versus 80's» en el año 2000; o libros de investigación como el Atlas paisajístico de las tierras gerundenses (Gerona, Diputación Provincial de Gerona en 2010), con la parte dedicada a la comarca del Gironés y que comparte con Susanna Portell sobre Tosa de Mar. También con ella, colabora en la publicación Calles de frontera en Barcelona, Instituto Ramon Llull en 2008.
Después de trabajar como crítica de arte para el Avui, La Vanguardia, Punt Diari y la revista Canigó, en la década de 1980, y de crear "Papers d'Art" (1987), una dirección compartida con Carmen Ortiz, colabora de manera puntual con numerosas publicaciones tales como Serra d'Or, Cimal, Nexus, Creación, Revista de Gerona, Presencia, Public / ECOE, Revista de Humanidades TGV, On Diseño, Flash Art, Creación, Qüern, Quaderni dell'Arte, Látex, Anthropos, Cuadernos de la Selva, Ars Nova, Ars Mediterránea, Flash Art, Taller de la Fundación / Fundación MACBA, Bonart, Cuadernos de la Fundación Benito y El Adelanto (con Susanna Portell).
Ha publicado varios libros de ensayo, como "Citando a Calvino" (1993), a partir de una beca de la Direccion del Libro (Ministerio de Cultura), "Las Amelias de Amelia Riera" (2011), "7 portes + 1" (2017), etc. Tambien libros de artistas (Admetlla, Assumpcio Mateu, Josep Ucles...) y adaptaciones literarias a partir de memorias y cartas, "Siempre el mismo silencio. Mela Muter y Raymond Lefebvre" (2021).